# Ayumu Ohata
Ayumu Ohata (大畑 歩夢 Ohata Ayumu?), född 27 april 2001 i Fukuoka prefektur, är en japansk fotbollsspelare.
Ohata började sin karriär 2020 i Sagan Tosu.